# Vanikoroidea
Vanikoroidea Gray, 1840 è una superfamiglia di molluschi gasteropodi della sottoclasse Caenogastropoda.

## Descrizione
Conchiglia di grandezza da piccola a media, turbiniforme, ombelicata, con grande spirale finale; scultura assiale e spirale. Protoconca conica, vortici 2-4. Piede con grandi pieghe epipodiali carnose. Opercolo paucispirale. Radula tenioglossa.

## Tassonomia

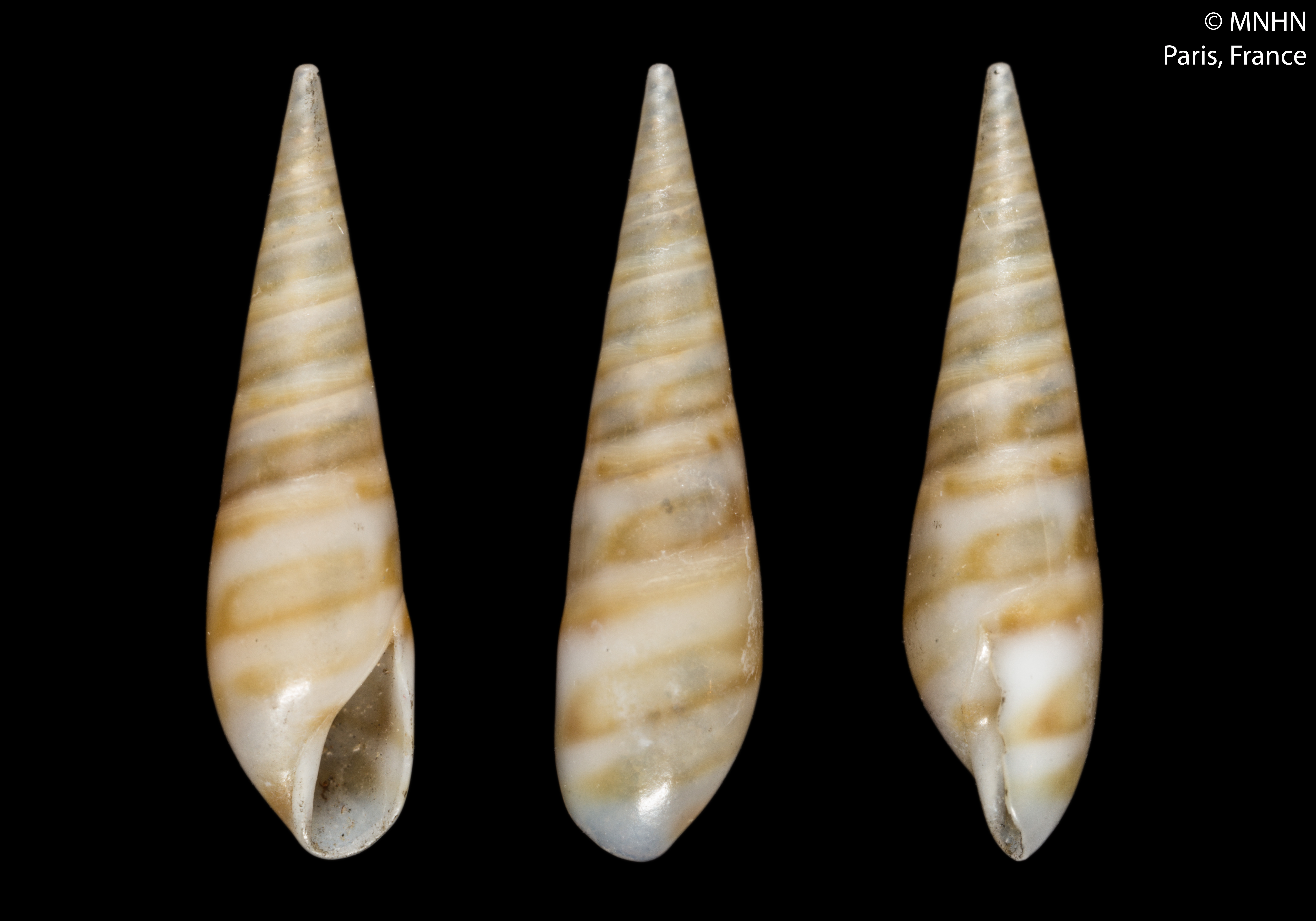
Eulima glabra (Eulimidae)

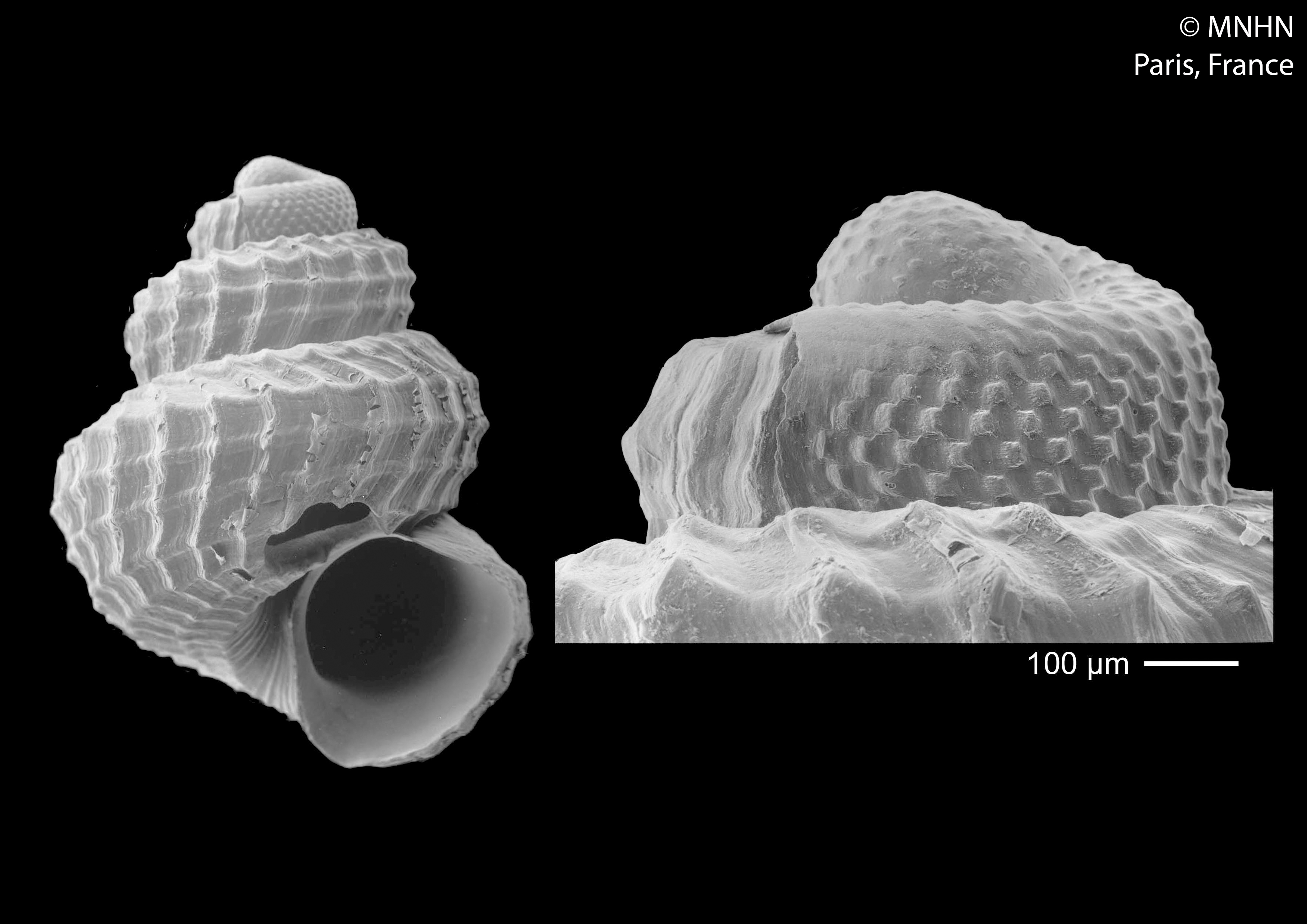
Haloceras meteoricum (Haloceratidae)

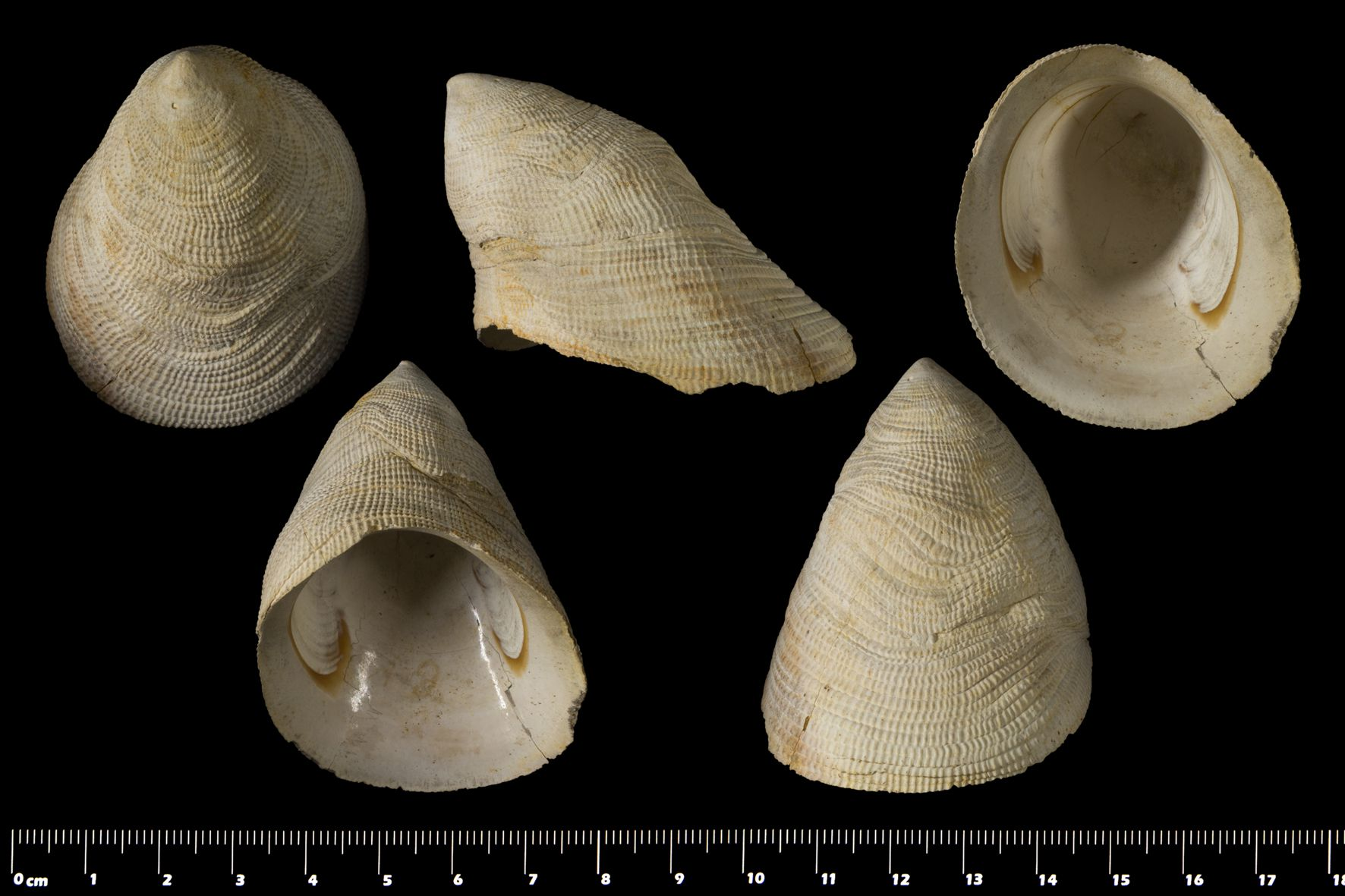
Hipponix cornucopiae (Hipponicidae)

La superfamiglia risulta composta da quattro famiglie:
- Famiglia Eulimidae Philippi, 1853
- Famiglia Haloceratidae Warén & Bouchet, 1991
- Famiglia Hipponicidae Troschel, 1861
- Famiglia Vanikoridae Gray, 1840